# Joseph Gaudet
Pour l’article homonyme, voir Gaudet.
Joseph Gaudet (né Joseph Godet) (10 mai 1818-4 août 1882) est un agriculteur et homme politique fédéral et provincial du Québec.

## Biographie
Né à Gentilly dans le Bas-Canada, il entama sa carrière politique en devenant député de Nicolet à l'Assemblée législative de la province du Canada en 1858. Réélu en 1861 et en 1863 en tant que membre du Parti bleu, il demeurera député fédéral et provincial de Nicolet lors de la création de la Confédération canadienne. En 1871, il ne se représente pas sur la scène provinciale. Soutenu par le Programme catholique, soit un manifeste de l'église catholique développé par l'évêque Ignace Bourget et par monseigneur Louis-François Laflèche, il fut réélu en 1872 et en 1874. Il démissionna en 1877 pour représenter la division de Kennebec au Conseil législatif du Québec, poste qu'il occupe jusqu'à sa mort en 1882.
Son fils, Athanase Gaudet, a également été député de la circonscription fédérale de Nicolet.